# Wolf Sulim
Wolf Sulim (lit. Volfas Sulimas; ur. 18 lipca 1877 w Kownie, zm. 1942) – litewski przedsiębiorca i działacz społeczny żydowskiego pochodzenia, w 1923 poseł na Sejm Republiki Litewskiej. 

## Życiorys
Był właścicielem fabryki w Kownie. W latach 1920–1921 zasiadał w zarządzie miejskim Kowna. W 1920 znalazł się wśród założycieli organizacji „Tarbut” na Litwie. 
W maju 1923 został wybrany posłem na Sejm II kadencji z okręgu Kowno, jednak w lipcu 1923 zrzekł się mandatu (zastąpił go Izaak Holcberg). Był przewodniczącym Rady Litewskich Syjonistów w latach 1927–1930 i 1932–1935. Później mieszkał ze swoją rodziną w Tel Awiwie, gdzie pracował jako sędzia miejski. Na krótko przed wybuchem II wojny światowej wrócił na Litwę, ale na tydzień przed niemieckim atakiem na ZSRR został wydalony w odległe rejony Związku Radzieckiego, gdzie zmarł w 1942 r.